# هيتوشي أوكينأ
هيتوشي أوكينأ (沖野 等) (مواليد 19 مارس 1959) هو مدرب كرة قدم.

## وصلات خارجية
- J.League Data Site (باليابانية)